# محمد كمال (مدرب كرة قدم)
محمد كمال مدير فنى مصري. يشغل حاليا منصب المدير الفنى للكرة النسائية بنادي البنك الاهلى، وعمل سابقا مدير فنيا للمنتخب المصرى للكرة النسائية و وادى دجلة. حصل على العديد من بطولات في مسيرته منها 10 دورى مصرى للكرة النسائية و  صعد بمستقبل وطن للدورى الممتاز , وتستعين بيه القنوات الفضائيه كمحلل فنى.